# Сговор с целью совершения преступления или причинения ущерба Соединённым Штатам
Сговор с целью совершения преступления или причинения ущерба Соединенным Штатам (18 U.S. Code § 371, англ. Conspiracy against the United States/conspiracy to defraud the United States) — статья федерального законодательства США. Преступление состоит в том, что два или более человека сговариваются, чтобы совершить какое-то другое преступление или противоправное действие против США (в общем праве для наступления ответственности в случае сговора не требуется совершения собственно преступления или действия).
Традиционно закон применялся в случаях коррупции, хотя и может  интерпретироваться шире. Так, в 1924 году в деле Hammerschmidt v. United States, верховный судья У. Г. Тафт писал, что «сговориться с целью нанесения ущерба США — это обычно значит обманом лишить правительство собственности или денег, но также и противодействовать законным действиям правительства с помощью обмана, хитрости или других нечестных методов». Руководство для прокурора США сообщает о по крайней трёх способах подпадения под эту статью:
1. сообщники обманом лишают правительство собственности или денег;
2. они вмешиваются в законные действия правительства или препятствуют им;
3. они используют возможности государства в недопустимых целях.

Факт нанесения ущерба США не требуется для осуждения, достаточно планировать вмешательство в действия государства. Например, по этой статье был осуждён бизнесмен, который создал подставные компании, чтобы получить контракты по квоте для меньшинств. Статья очень широко применяется из-за её общей формулировки и возможности добавить её к другим обвинениям; по ней обвинялись как террористы из Аль-Каиды, так и руководители концерна Фольксваген в ходе скандала с выхлопами.
Интерес к статье возрос в США после того, как она была применена против руководителя предвыборной кампании президента Трампа П. Манафорта и его помощника Р. Гейтса. Интерес в России связан с осуждением М. В. Бутиной.